# Don Alder
Pour les articles homonymes, voir Alder.
Don Alder est un acteur américain.

## Filmographie
- 1989 : The Haunting of Sarah Hardy (TV) : Crime Lab Technician
- 1990 : Bienvenue au Paradis (Come See the Paradise) de Alan Parker : Race Track Soldier
- 1993 : L'Incroyable Voyage (Homeward Bound : The Incredible Journey) de Duwayne Dunham : Le père de Molly
- 1993 : Meurtre par intérim (The Temp) de Tom Holland : Office Security Guard
- 1999 : Birddog de Kelley Baker : Ron Tilly
- 2003 : The Gas Cafe de Kelley Baker : Ted
- 2004 : Dandelion (en) de Mark Milgard : Daryl
- 2004 : Harvest of Fear de Brad Goodman : Sheriff John Roberts
- 2005 : Kicking Bird de Kelley Baker : Coach
- 2005 : The Path of Evil de Brad Goodman : Sheriff Roberts